# Killian Overmeire
Killian Overmeire (6 december 1985) is een Belgisch voetbalcoach en voormalig voetballer.

## Clubcarrière
Overmeire begon zijn jeugdopleiding bij KFC Assenede, waar hij op jonge leeftijd werd weggeplukt door Sporting Lokeren. Hij sloot zich in 1994 aan bij de club en stootte in 2003 door naar de A-kern. In het seizoen 2003/04 maakte hij als zeventienjarige zijn debuut onder coach Paul Put. Zijn officiële debuut maakte hij op 14 augustus 2003 in de UEFA Cup-kwalificatiewedstrijd tegen FK Dinamo Tirana, op 26 oktober 2003 gunde Put hem zijn competitiedebuut op het veld van Cercle Brugge. Overmeire groeide uit tot een onbetwiste basisspeler en miste amper wedstrijden voor de Waaslanders. In 2010 kreeg hij de aanvoerdersband, nadat kapitein Olivier Doll besloot een punt achter zijn carrière te zetten. Sporting Lokeren werd op 20 april 2020 failliet verklaard. Sporting bestond precies 50 jaar in juni. Overmeire is de enige aanvoerder die met Sporting Lokeren prijzen heeft gewonnen. Hij won twee keer de Beker van België, in 2012 en 2014.
Na het faillissement van Sporting Lokeren in 2020 nam Overmeire afscheid van het profvoetbal. De Oost-Vlaming, die een tijdje zijn conditie onderhield bij Club Brugge, ondertekende in het najaar van 2020 een contract van een jaar bij KSC Lokeren-Temse, de pas opgerichte geestelijke opvolger van zijn ex-club. Overmeire, die een bod van Lokerens rivaal Waasland-Beveren afsloeg, werd ook bij deze club benoemd tot aanvoerder. Overmeire droeg zijn aanvoerdersband weliswaar slechts eenmaal, want door de coronapandemie was de bekerwedstrijd tegen STVV op 3 februari 2021 meteen ook zijn laatste officiële wedstrijd. Een paar dagen na de verloren bekerwedstrijd tegen STVV kondigde Overmeire het einde van zijn spelerscarrière aan.

## Interlandcarrière
Overmeire kwam uit voor verschillende Belgische jeugdcategorieën. In 2004 nam hij met België –19 deel aan het EK onder 19 in Zwitserland. Drie jaar later nam hij met de Belgische beloften deel aan het EK onder 21 in Nederland. België plaatste zich via dat toernooi voor de Olympische Zomerspelen 2008 van Peking, waarvoor Overmeire uiteindelijk niet geselecteerd werd.
In november 2007 riep René Vandereycken hem op voor de EK-kwalificatiewedstrijden van de Rode Duivels tegen Polen en Azerbeidzjan. Overmeire kwam in deze interlands niet in actie. In november 2008 werd hij opnieuw opgeroepen, ditmaal voor een oefeninterland tegen Luxemburg. De Oost-Vlaming, die aanvankelijk geen deel uitmaakte van de selectie, maakte op 19 november 2008 uiteindelijk zijn interlanddebuut voor België: in het 1-1-gelijkspel tegen Luxemburg mocht Overmeire in de 84e minuut invallen voor Guillaume Gillet. In deze wedstrijd maakten ook Eden Hazard en Jeroen Simaeys hun interlanddebuut. Overmeire bleef steken op één A-cap.
| Interlands van Killian Overmeire voor België | Interlands van Killian Overmeire voor België | Interlands van Killian Overmeire voor België | Interlands van Killian Overmeire voor België | Interlands van Killian Overmeire voor België | Interlands van Killian Overmeire voor België |
| No.                                          | Datum                                        | Wedstrijd                                    | Uitslag                                      | Soort Wedstrijd                              | Doelpunten                                   |
| Als speler bij KSC Lokeren                   | Als speler bij KSC Lokeren                   | Als speler bij KSC Lokeren                   | Als speler bij KSC Lokeren                   | Als speler bij KSC Lokeren                   | Als speler bij KSC Lokeren                   |
| -------------------------------------------- | -------------------------------------------- | -------------------------------------------- | -------------------------------------------- | -------------------------------------------- | -------------------------------------------- |
| 1.                                           | 19 november 2008                             | Luxemburg – België                           | 1 – 1                                        | Vriendschappelijk                            | -                                            |
| Totaal                                       | Totaal                                       | Totaal                                       | Totaal                                       | Totaal                                       | 0                                            |

Bijgewerkt t.e.m. 19 november 2019

## Clubstatistieken
| Seizoen         | Club              | Land            | Competitie           | Competitie | Competitie | Beker | Beker | Supercup | Supercup | Europees | Europees | Totaal | Totaal |
| Seizoen         | Club              | Land            | Competitie           | Wed.       | Dlp.       | Wed.  | Dlp.  | Wed.     | Dlp.     | Wed.     | Dlp.     | Wed.   | Dlp.   |
| --------------- | ----------------- | --------------- | -------------------- | ---------- | ---------- | ----- | ----- | -------- | -------- | -------- | -------- | ------ | ------ |
| 2003/04         | Sporting Lokeren  | Vlag van België | Jupiler Pro League   | 3          | 0          | 0     | 0     | —        | —        | 2        | 0        | 5      | 0      |
| 2004/05         | Sporting Lokeren  | Vlag van België | Jupiler Pro League   | 5          | 0          | 0     | 0     | —        | —        | —        | —        | 5      | 0      |
| 2005/06         | Sporting Lokeren  | Vlag van België | Jupiler Pro League   | 25         | 1          | 1     | 0     | —        | —        | 4        | 0        | 30     | 1      |
| 2006/07         | Sporting Lokeren  | Vlag van België | Jupiler Pro League   | 26         | 2          | 1     | 0     | —        | —        | —        | —        | 27     | 2      |
| 2007/08         | Sporting Lokeren  | Vlag van België | Jupiler Pro League   | 32         | 0          | 1     | 0     | —        | —        | —        | —        | 33     | 0      |
| 2008/09         | Sporting Lokeren  | Vlag van België | Jupiler Pro League   | 29         | 2          | 2     | 0     | —        | —        | —        | —        | 31     | 2      |
| 2009/10         | Sporting Lokeren  | Vlag van België | Jupiler Pro League   | 34         | 2          | 2     | 0     | —        | —        | —        | —        | 36     | 2      |
| 2010/11         | Sporting Lokeren  | Vlag van België | Jupiler Pro League   | 38         | 2          | 2     | 0     | —        | —        | —        | —        | 40     | 2      |
| 2011/12         | Sporting Lokeren  | Vlag van België | Jupiler Pro League   | 32         | 1          | 7     | 0     | —        | —        | —        | —        | 39     | 1      |
| 2012/13         | Sporting Lokeren  | Vlag van België | Jupiler Pro League   | 39         | 0          | 2     | 0     | 1        | 0        | 2        | 0        | 44     | 0      |
| 2013/14         | Sporting Lokeren  | Vlag van België | Jupiler Pro League   | 38         | 1          | 7     | 0     | —        | —        | —        | —        | 45     | 1      |
| 2014/15         | Sporting Lokeren  | Vlag van België | Jupiler Pro League   | 34         | 3          | 3     | 0     | 1        | 0        | 8        | 0        | 46     | 3      |
| 2015/16         | Sporting Lokeren  | Vlag van België | Jupiler Pro League   | 34         | 1          | 2     | 0     | —        | —        | —        | —        | 36     | 1      |
| 2016/17         | Sporting Lokeren  | Vlag van België | Jupiler Pro League   | 21         | 0          | 2     | 0     | —        | —        | —        | —        | 23     | 0      |
| 2017/18         | Sporting Lokeren  | Vlag van België | Jupiler Pro League   | 21         | 0          | 1     | 0     | —        | —        | —        | —        | 22     | 0      |
| 2018/19         | Sporting Lokeren  | Vlag van België | Jupiler Pro League   | 27         | 0          | 2     | 0     | —        | —        | —        | —        | 29     | 0      |
| 2019/20         | Sporting Lokeren  | Vlag van België | Eerste klasse B      | 7          | 0          | 0     | 0     | —        | —        | —        | —        | 7      | 0      |
| 2020/21         | KSC Lokeren-Temse | Vlag van België | Tweede afdeling VV A | 0          | 0          | 1     | 0     | —        | —        | —        | —        | 1      | 0      |
| Carrière totaal | Carrière totaal   | Carrière totaal | Carrière totaal      | 445        | 15         | 36    | 0     | 2        | 0        | 16       | 0        | 499    | 15     |

Bijgewerkt op 2 juli 2025.

## Trainerscarrière
Overmeire, die na afloop van zijn profcarrière een industrieel poetsbedrijf uit de grond stampte, ging in het najaar van 2022 aan de slag als linietrainer bij het U16- en U18-elftal van KV Mechelen. In november 2023 werd hij hoofdtrainer van tweedeprovincialer FC Assenede, de club waar hij destijds zijn jeugdopleiding was begonnen. In februari 2025 raakte bekend dat Overmeire na afloop van het seizoen 2024/25 de club zou verlaten. In juni 2025 werd Overmeire aangekondigd als de nieuwe trainer van Jong KV Mechelen, waar hij de opvolger werd van Pieter-Jan Monteyne.

## Erelijst
| Competitie       | Aantal | Jaren            |
| ---------------- | ------ | ---------------- |
| Beker van België | 2x     | 2011/12, 2013/14 |